# Bataille de Chambretaud
Guerre de Vendée
La bataille de Chambretaud se déroula lors de la guerre de Vendée le 18 novembre 1799 à Chambretaud.

## La bataille
Le 18 novembre, l'armée du Centre commandée par Roch-Sylvestre Grignon de Pouzauges est attaquée par surprise par les Républicains. Les Vendéens ouvrent le feu mais les Républicains, presque sans répliquer, lancent une charge à la baïonnette qui met en déroute les forces vendéennes. Celles-ci laissent 80 morts ou blessés sur le terrain dont le marquis Grignon de Pouzauges, mortellement blessé.
L'armée du Centre est ainsi mise hors de combattre. Le 18 janvier 1800, Sapinaud, qui a repris le commandement de l'armée du Centre, signe la paix avec la République.